# Ravishing Grimness
Ravishing Grimness – siódma płyta norweskiego zespołu Darkthrone, wydana w 1999 roku przez wytwórnię płytową Moonfog Productions.

## Lista utworów
Opracowano na podstawie materiału źródłowego.
| Nr | Tytuł utworu                    | Słowa        | Muzyka         | Długość |
| -- | ------------------------------- | ------------ | -------------- | ------- |
| 1. | „Lifeless”                      | Fenriz       | Nocturno Culto | 5:42    |
| 2. | „The Beast”                     | Aldrahn, Fog | Fenriz         | 5:30    |
| 3. | „The Claws of Time”             | Fenriz       | Nocturno Culto | 7:03    |
| 4. | „Across the Vacuum”             | Fenriz       | Nocturno Culto | 7:14    |
| 5. | „Ravishing Grimness”            | Fenriz       | Nocturno Culto | 7:26    |
| 6. | „To the Death (Under the King)” | Fenriz       | Nocturno Culto | 4:45    |
|    |                                 |              |                | 37:40   |

## Twórcy
Opracowano na podstawie materiału źródłowego.
- Ted "Nocturno Culto" Skjellum – śpiew, gitara, gitara basowa, muzyka i teksty utworów, oprawa graficzna
- Gylve "Fenriz" Nagell – perkusja, muzyka w utworze "The Beast"
- Bjørn "Aldrahn" Dencker i Fog – tekst utworu "The Beast"
- Bernt B. Ottem – oprawa graficzna